# Sonderverein der Entenzüchter Deutschlands
Der Sonderverein der Entenzüchter Deutschlands von 1895 e. V. zur Erhaltung und Förderung der Entenrassen (kurz: SVE) ist ein Mitgliedsverein des Verbandes der Hühner-, Groß- und Wassergeflügelzüchtervereine sowie Mitglied im Bund Deutscher Rassegeflügelzüchter.

## Geschichte
Der Sonderverein der Entenzüchter Deutschlands (SVE) wurde im Jahre 1895 als Entenzüchter-Klub gegründet und hat seither einen maßgeblichen Anteil an der Förderung der Entenzucht in Deutschland. Gründungsvorsitzender war der königlich preußische Hauptmann Carl von Oertzen (1860–1930), der 1898 vom Lehrer Philipp Landgrebe (1867–1948) aus Altenritte abgelöst wurde. Durch die Initiative von Landgrebe wurden bereits 1908 Musterbeschreibungen ausgearbeitet und in einem Buch des Ornithologen Professor Eduard Baldamus und des Lektors für Geflügelzucht Alfred Beeck in einem für damalige Verhältnisse umfassenden und qualitativ hochwertigen Werk über die Geflügelzucht veröffentlicht.
1918 wurde der Oberamtmann Eduard Hornung zum Vorsitzenden gewählt. Außerdem gehörten dem Vorstand um 1925 der Gutsbesitzer Arno Gleißberg aus Topfseifersdorf, der Kaufmann Curt Fabrisius aus Krimderode, der Gutsbesitzer Otto Hördemann aus Wolfsanger, der Kaufmann Hilmar Schilling aus Nordhausen sowie der Gutsbesitzer J. O. Deschler aus Gauting an.
1985 erschien eine umfangreiche Chronik, in welcher der ehemalige Bürgermeister und Landtagsabgeordnete Paul Doll die Geschichte des SVE sowie die Entstehung der Entenrassen auf über 200 Seiten darstellt.
1999 erfolgte eine Abspaltung der Zwergenten-Züchter, woraufhin ein separater Sonderverein der Zwergentenzüchter gegründet wurde.

## Arbeit und Aufgaben des Sondervereines

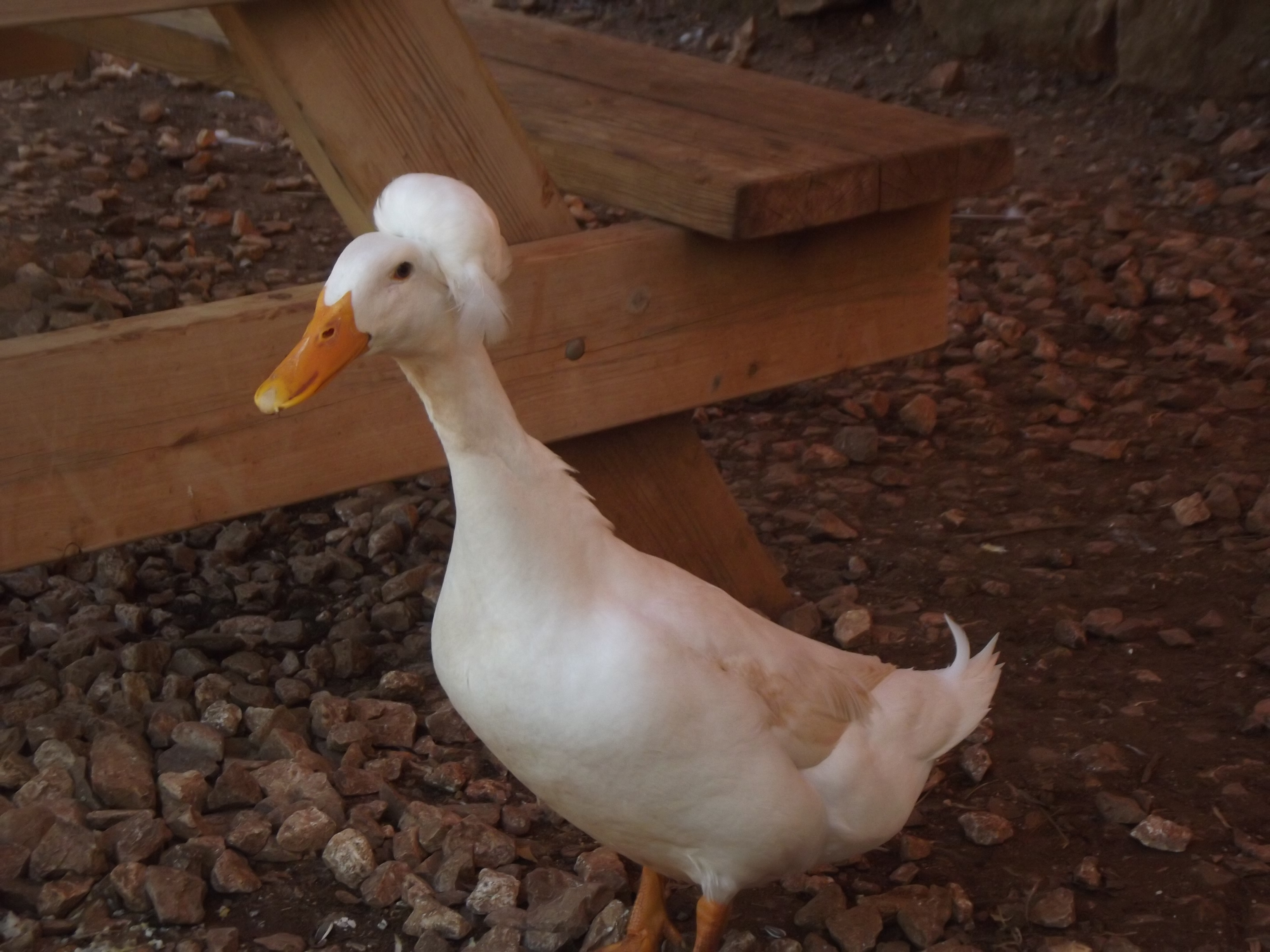
Die laut Gesellschaft zur Erhaltung alter und gefährdeter Haustierrassen stark gefährdete Landente mit Haube ziert das Vereinslogo

Die Mitglieder des SVE im Verband der Hühner-, Groß- und Wassergeflügelzüchtervereine (VHGW) beschäftigen sich mit der Zucht von Rasse-Enten und sind bundesweit organisiert. Die wichtigste Aufgabe besteht laut SVE in der Erhaltung und Förderung der domestizierten Entenrassen, die aus der Stockente und der Moschusente hervorgingen. Betreut werden alle 23 im Standard des Bundes Deutscher Rassegeflügelzüchter (BDRG) anerkannten Entenrassen. Exemplarisch sind die Deutsche Pekingente, Orpingtonente, Pommernente oder Warzenente zu nennen, die von der Gesellschaft zur Erhaltung alter und gefährdeter Haustierrassen (GEH) bereits 1994 bzw. 2017 zur Gefährdeten Nutztierrasse des Jahres ausgewählt wurden, um auf den Rückgang dieser Kulturrassen aufmerksam zu machen. Lauf- und Zwergenten werden hingegen von eigenen Sondervereinen betreut.
Mit rund 600 Mitgliedern ist der SVE der mitgliederstärkste Sonderverein im VHGW und nach eigenen Angaben in diesem Sektor ein weltweit führendes Organ. Auf internationaler Ebene ist der SVE mit Vereinen aus der Schweiz, den Niederlanden, Belgien, Österreich oder England vernetzt. Regelmäßig werden dabei Europäische Entensonderschauen sowie jährlich eine Hauptsonderschau und mehrere regionale Sonderschauen durchgeführt. Der SVE leistet außerdem Aufklärungsarbeit über sachgemäße Zucht, artgerechte Haltung und Fütterung von Enten, informiert über Krankheiten und vermittelt Tiere an Interessierte.
Für herausragende Zuchterfolge verleiht der Verein seinen Mitgliedern die „Goldene Ente“. Die Ehrengabe wurde erstmals im Jahre 1978 an den früheren BDRG-Präsidenten Wilhelm Schönefeld sowie den ehemaligen SVE-Geschäftsführer Hans-Jürgen Drögemüller verliehen.
Seit 1992 erhalten die Mitglieder einmal pro Jahr eine Broschüre mit Fachbeiträgen, Berichten der Zuchtwarte, Protokollen oder wichtigen Terminen.

## Vorsitzende
- 1895–1898: Carl von Oertzen
- 1898–1909: Philipp Landgrebe
- 1909–1918: C. Krause (Rentmeister)
- 1918–1941: Eduard Hornung
- 1941–1967: Theodor Suerburg
- 1967–1977: Wilhelm Schmidt
- 1978–1987: Rudi Kurz
- 1987–2007: Hermann Lenz
- 2007–2024: Paul-Erwin Oswald[1]
- seit 2024 Tommy Haufe